# Michał Faleńczyk
Michał Antoni Faleńczyk (ur. 1978) – polski urzędnik służby cywilnej i dyplomata, konsul RP w Montrealu (2016–2018).

## Życiorys
Michał Faleńczyk ukończył studia na Uniwersytecie Ekonomicznym w Katowicach oraz studia podyplomowe na Uniwersytecie Warszawskim. Od 2003 pracuje w administracji publicznej, m.in. w Rządowym Centrum Studiów Strategicznych, Ministerstwie Gospodarki. W latach 2008–2013 I sekretarz w Wydziale Promocji Handlu i Inwestycji Ambasady RP w Kijowie, w tym jako naczelnik wydziału. Od 2016 do lutego 2018 był Konsulem RP w Montrealu. Następnie kierował tamże Referatem ds. Konsularnych, Polonijnych i Administracyjno-Finansowych.
Zna francuski, angielski, rosyjski i ukraiński.